# Cuthona nana
Cuthona nana är en snäckart som först beskrevs av Joshua Alder och Hancock 1842.  Cuthona nana ingår i släktet Cuthona och familjen Tergipedidae. Arten är reproducerande i Sverige. Inga underarter finns listade i Catalogue of Life.